# 白川村立白川小学校牛首分校
白川村立白川小学校牛首分校 （しらかわそんりつ　しらかわしょうがっこう　うしくびぶんこう）は、かつて岐阜県大野郡白川村に存在した公立小学校の分校。

## 概要
- 白川小学校[注釈 2]の分校であり、牛首地区が校区であった。1963年時点の児童数は2名。1965年廃校。
- 牛首地区は庄川の支流の牛首谷の上流部にある集落であった。富山県東礪波郡利賀村（現・南砺市）との境に、かつての交通の要所の牛首峠があることから、江戸時代には口留番所が設置されていた。集団離村により1965年12月までに全住民が移転し廃村となった。

## 沿革
牛首分校（牛首分教場）としては1919年に冬季分教場として開校。ここではそれ以前についても記述する。
- 1874年（明治7年） - 牛首村の児童は、鳩谷村の鳩谷学校に通学。
- 1875年（明治8年） -  芦倉村、有家ヶ原村、飯島村、牛首村、内ヶ戸村、大窪村、大牧村、尾神村、荻町村、加須良村、小白川村、木谷村、島村、椿原村、野谷村、鳩谷村、平瀬村、福島村、馬狩村、牧村、御母衣村が合併し、白川村が発足。
- 1919年（大正8年）4月 - 牛首地区に白川尋常高等小学校牛首冬季分教場として開校。
- 1927年（昭和2年）12月 - 通年の牛首分教場として認可を受ける。白川村大字牛首90に校舎を新築し、移転。
- 1941年（昭和16年）4月1日 - 白川国民学校牛首分教場となる。
- 1947年（昭和22年）4月1日 - 白川村立白川小中学校牛首分校となる。牛首分校は小学生のみの分校となる。
- 1951年（昭和26年）4月1日 - 中学校の冬季分校（牛首冬季分校）を併設する。
- 1956年（昭和31年）11月 - 同年10月に廃校となった大牧分校の校舎を移築する。
- 1958年（昭和33年）9月 - 中学校の牛首冬季分校を廃止。
- 1965年（昭和40年）3月31日 - 牛首地区の集団離村により、廃校。